# BR Engineering BR1
La BR Ingegneria BR1 è una vettura da competizione appartenente alla categoria LMP1 costruita a partire dal 2018 dalla italiana Dallara e la russa BR Engineering.

## Descrizione

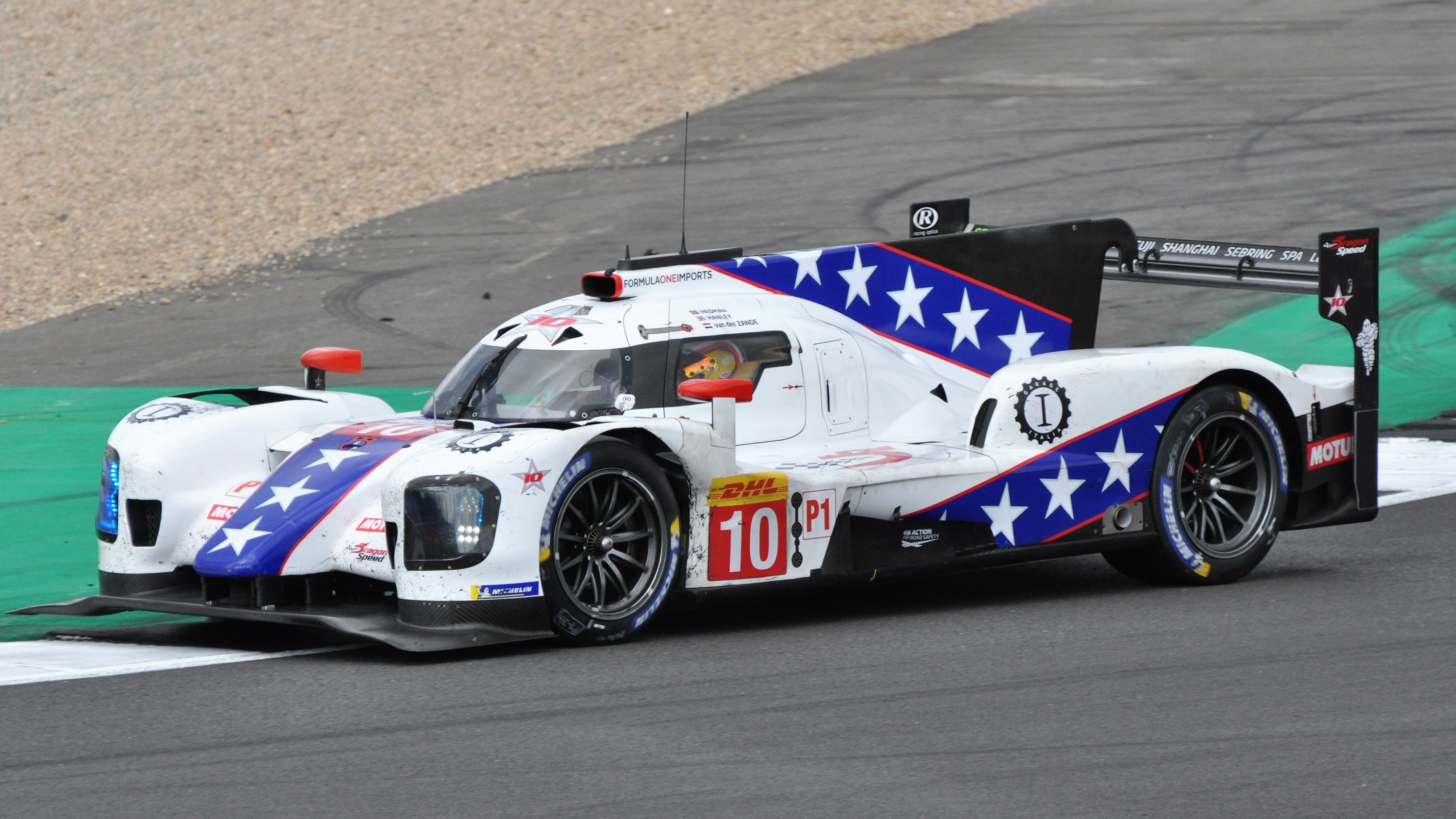
BR Engineering BR1 alla 6 ore di Silverstone 2018

Nel 2017, con l'aiuto di Dallara, la BR Engineering e alcuni studenti universitari russi hanno progettato e costruito un telaio in fibra di carbonio denominato BR1. Durante i test di sviluppo prestagionali, il pilota russo Mikhail Aleshin è rimasto ferito al braccio durante il primo test a Ciudad del Motor de Aragón a causa di un guasto. Prima del impiego nelle competizioni ufficiali, l'auto era stata testata anche da Kirill Ladygin, Vitalij Petrov, Viktor Shaytar e Sergey Sirotkin .
BR Engineering ha presentato la BR1 in un evento collaterale alla 6 ore del Bahrain il 17 novembre 2017. La vettura è stata progettato per soddisfare i regolamenti LMP1 del 2018 per poter partecipare alla 24 ore di Le Mans e al FIA World Endurance Championship. La BR1 ha debuttato alla 6 Ore di Spa-Francorchamps 2018, il primo round del World Endurance Championship 2018-19. La vettura è stata impiegata dalle scuderie SMP Racing e DragonSpeed.